# Disney's Hollywood Studios
Disney's Hollywood Studios és un parc temàtic localitzat a Walt Disney World, prop d'Orlando, Florida. Va obrir les portes el maig de 1989 i té una extensió de 546 000m². El tema del parc són les pel·lícules realitzades a Hollywood i programes de televisió. El parc s'anomenava originalment Disney-MGM Studios però es va canviar el nom l'1 de gener de 2008 a Disney's Hollywood Studios. L'única relació que tingué amb la Metro-Goldwyn-Mayer va ser a través d'un contracte que va permetre a l'empresa Disney utilitzar el seu nom i logo. El parc compta amb servei d'autobús, de vaixells i de telefèric per accedir-hi.
En aquest parc hi destaca les dues àrees de Toy Story Land i Star Wars Galaxy's Edge per la seva magnitud. Aquestes zones temàtiques formen part de l'expansió del parc que començà l'any 2018.

## Atraccions
En aquest parc temàtic hi trobem atraccions com:
- The The Twilight Zone Tower of Terror
- Rock and Roller Coaster
- Mickey and Minnie's Runaway Railway
- Alien Swirling Saucer
- Slinky Dog Dash
- Toy Story Mania
- The Rise of The Resistance
- Millenium Falcon's Smugglers Run
- Star Tours
- Mupet Vision 3D

### Atraccions en construcció: (2021)
*Actualment no hi ha cap atracció en construcció en aquest parc temàtic.